# ليز هيلز
ليز هيلز (بالإنجليزية: Elizabeth Hills-O'Leary)‏ هي مجدفة أمريكية، ولدت في 16 مايو 1954 في بوسطن في الولايات المتحدة.

## وصلات خارجية
- ليز هيلز على موقع الاتحاد الدولي للتجديف (الإنجليزية)
- ليز هيلز على موقع الاتحاد الدولي للتجديف (الإنجليزية)
- ليز هيلز على موقع أوليمبيديا (الإنجليزية)